# Summer Walker
Summer Marjani Walker (Atlanta, 11 aprile 1996) è una cantante statunitense.

## Biografia
Nata l'11 aprile 1996 ad Atlanta, in Georgia, prima di diventare una cantante Summer Marjani Walker gestiva una propria impresa di pulizie e lavorava occasionalmente come stripper nella sua città natale. Ha imparato a suonare la chitarra da autodidatta, guardando video tutorial sulla piattaforma YouTube.

### 2018-2020:Over Ite successo internazionale
Summer Walker ha avviato la sua carriera musicale nel 2018 firmando un contratto discografico con la LoveRenaissance (LVRN Records), etichetta sussidiaria della Interscope Records. Il suo progetto musicale di debutto, il mixtape Last Day of Summer, è stato pubblicato lo stesso ottobre e ha raggiunto la 44ª posizione della classifica degli album statunitense e la 72ª della classifica canadese. Il singolo Girls Need Love, per cui è stato realizzato un remix in collaborazione con il rapper Drake, ha raggiunto la top 50 delle classifiche di Canada, Regno Unito e Stati Uniti ed è stato certificato sette volte disco di platino dalla Recording Industry Association of America per aver venduto più di 7 000 000 di unità in suolo statunitense. Alla fine del 2018 è stata artista di supporto per la tournée di 6lack From East Atlanta with Love Tour.
Il 4 ottobre 2019 ha pubblicato il suo primo album in studio Over It, trainato dal singolo Playing Games. Per promuovere il disco la cantante ha intrapreso il First and Last Tour, riducendo tuttavia il numero degli spettacoli originariamente previsti da 29 a 9 a causa della sua ansia sociale. Il 17 novembre dello stesso anno ha vinto il suo primo Soul Train Music Award, ma ha ricevuto critiche dal pubblico per il suo breve discorso ed è stata accusata di fingere la sua ansia sociale.
Nel 2020 Summer Walker ha realizzato collaborazioni con artisti come Khalid (Eleven) e 21 Savage (Secret), per poi pubblicare l'EP di inediti Life on Earth il 10 luglio. Nel giugno dello stesso anno si è inoltre esibita per la prima volta ai BET Awards, evento per il quale aveva ricevuto candidature come migliore artista esordiente e migliore artista R&B/hip hop. Nel dicembre 2020 conferma il lancio di un'etichetta discografica di sua proprietà, la Ghetto Earth Records.

### 2021-2023:Still Over It
Il 4 ottobre 2021, in concomitanza con il secondo anniversario dalla pubblicazione di Over It, Summer Walker rivela che il suo successore, intitolato Still Over It, sarebbe stato pubblicato il 5 novembre successivo. Il disco permette alla cantante di raggiungere per la prima volta il vertice della Billboard 200 in madrepatria con una vendita di 166 000 unità. Elogiato dalla critica specializzata, è diventato anche l'album femminile più riprodotto a livello giornaliero su Apple Music e ha superato il record detenuto precedentemente dalla stessa Walker per quanto riguarda il debutto settimanale più alto sulla piattaforma; inoltre, l'album è riuscito a piazzare contemporaneamente 18 dei 20 venti brani che lo compongono all'interno della Billboard Hot 100 statunitense durante la sua settimana di debutto, eguagliando il record di Taylor Swift.
Still Over It è stato anticipato dal singolo Ex for a Reason, eseguito in collaborazione della rapper JT delle City Girls, e messo in commercio dal 15 ottobre 2021. Il secondo estratto, No Love in collaborazione di SZA è stato pubblicato come singolo radiofonico negli Stati Uniti nel marzo 2022. Nello stesso periodo è stata resa disponibile una versione remix del brano, che vede l'aggiunta della rapper Cardi B; il videoclip di tale versione è stato candidato agli MTV Video Music Awards 2022 come miglior video R&B. Per promuovere il disco, Walker è stata impegnata con The Summer Walker Series, tournée musicale con date negli Stati Uniti e in Europa.
Nel corso del 2022 figura tra gli artisti ospiti nell'album di Kendrick Lamar Mr. Morale & the Big Steppers poiché incide la traccia Purple Hearts, collabora con the Weeknd al remix del brano di lui Best Friends e affianca Ari Lennox e Ciara rispettivamente nei singoli Queen Space e Better Thangs. Anche nel 2023 Walker ha preso parte come artista ospite a diverse pubblicazioni, incluso il singolo Good Good di Usher, Hell n Back di Bakar, I Might di Sexyy Red e Prove It di 21 Savage. Inoltre viene la cantante pubblica Clear 2: Soft Life, EP che funge da seguito al predecessore del 2019  Clear. I due EP sono stati raccolti all'interno di un'unica edizione fisica.

### 2024-presente:Finally Over It
Il 4 ottobre 2024, in occasione del quinto anniversario dalla pubblicazione del suo album d'esordio, Walker conferma che quella iniziata con Over It sarebbe stata una trilogia, confermando una settimana più tardi il titolo del terzo album, ovvero Finally Over It, attraverso un video promozionale. Il singolo apri-pista Heart of a Woman è stato pubblicato il 25 ottobre successivo.

## Stile musicale
Walker ha citato come influenze musicali Amy Winehouse, Jimi Hendrix, Donell Jones e Erykah Badu. Ha anche menzionato Mary J. Blige come fonte di ispirazione per lo stile musicale vulnerabile e autentico, affermando che ascoltare le sue canzoni «fosse così bello perché parlavano di storie e di un dolore veri.» La musica di Lauryn Hill e D'Angelo ha invece incoraggiato la cantante ad esplorare nuove sonorità all'interno dei canoni R&B e neo-soul.

## Vita privata
Nel marzo 2021 Summer Walker ha concepito una bambina, Bubbles Renée, insieme al produttore discografico London on da Track. I due, dopo una storia d'amore tra alti e bassi, si sono separati a inizio estate 2021.
Dall'autunno 2021 al novembre 2022 è stata sentimentalmente legata al rapper Lvrd Pharaoh, con il quale ha avuto due gemelli nati nel dicembre 2022.

## Discografia

### Album in studio
- 2019 – Over It
- 2021 – Still Over It
- 2025 – Finally Over It

### EP
- 2019 – Clear
- 2020 – Life on Earth
- 2023 – Clear 2: Soft Life

### Mixtape
- 2018 – Last Day of Summer

### Singoli
- 2018 – Session 32
- 2018 – CPR
- 2018 – Girls Need Love (solo o remix con Drake)
- 2019 – Playing Games (solo o versione estesa con Bryson Tiller)
- 2019 – Stretch You Out (feat. A Boogie wit da Hoodie)
- 2019 – Something Real (con Chris Brown e London on da Track)
- 2020 – Come Thru (con Usher)
- 2020 – Love Cycle (con Toosii)
- 2021 – Bullshit (con Young Rog)
- 2021 – Ex for a Reason (con le City Girls)
- 2022 – No Love (con SZA)
- 2022 – Better Thangs (con Ciara)
- 2022 – Queen Space (con Ari Lennox)
- 2023 – Good Good (con Usher e 21 Savage)
- 2024 – Your Friends (Remix) (con Hunxho)
- 2024 – Songs About U (con Tink)
- 2024 – Prove It (con 21 Savage)
- 2024 – Heart of a Woman

### Collaborazioni
- 2020 – Secret (21 Savage feat. Summer Walker)
- 2020 – Eleven (Remix) (Khalid feat. Summer Walker)
- 2020 – Back Home (Trey Songz feat. Summer Walker)
- 2020 – Mood Swings (Remix) (Pop Smoke feat. Lil Tjay & Summer Walker)
- 2023 – Hell n Back (Bakar feat. Summer Walker)
- 2024 – You're Stuck (Odeal feat. Summer Walker)

## Tournée
- 2019 – The First and Last Tour
- 2022 – The Summer Walker Series

## Riconoscimenti
- American Music Award
  - 2020 – Candidatura alla miglior artista soul/R&B
  - 2020 – Candidatura alla miglior canzone soul/R&B per Playing Games
  - 2020 – Candidatura al miglior album soul/R&B per Over It
- BET Awards
  - 2020 – Candidatura al miglior nuovo artista[38]
  - 2020 – Candidatura alla miglior artista femminile R&B/pop[38]
- Billboard Music Awards
  - 2020 – Miglior artista R&B femminile
  - 2020 – Candidatura al miglior artista R&B
  - 2020 – Candidatura al miglior album R&B per Over It
  - 2022 – Candidatura al miglior artista R&B
  - 2022 – Candidatura alla miglior artista R&B femminile
  - 2022 – Candidatura al miglior album R&B per Still Over It
- Billboard Women in Music
  - 2022 – Chart Breaker Award
- iHeartRadio Music Awards
  - 2020 – Miglior nuovo artista R&B
  - 2020 – Candidatura all'artista R&B dell'anno
  - 2020 – Candidatura alla canzone R&B dell'anno per Girls Need Love (Remix)
- MTV Video Music Awards
  - 2020 – Candidatura al miglior video R&B per Eleven
  - 2022 – Candidatura al miglior video R&B per No Love (Extended Version)